# نصرت‌الله کاسمی
نصرت‌الله کاسمی (زادهٔ ۱۲۹۰ در تهران - درگذشت ۱۳۷۴ ساری) پزشک، شاعر و نمایندهٔ مجلس بود.

## زندگی‌نامه
وی فرزند میرزا اسدالله خان کاسمی ملقب به دبیر حرم از شاعران بزرگ معاصر است. اصلیتش از ساری و محل تولدش تهران است. وی در سال ۱۲۹۰ در تهران زاده شد. تحصیلات ابتدایی را در ساری و تحصیلات متوسطه را در شعبه علمی دارالفنون به پایان رسانید. سپس وارد دانشکده پزشکی دانشگاه تهران شد و در سال ۱۳۱۴ به اخذ دانشنامه دکتری در فن پزشکی نائل آمد. در زمان وزارت فرهنگ اعتماد الدوله قراگوزلو به نظارت چاپ کتابهای دبستانی گماشته شد. از سال ۱۳۱۸ در دانشکده پزشکی دانشگاه تهران به تدریس پرداخت و از سال ۱۳۱۹ به مقام استادی دانشگاه نائل آمد و سال‌ها به تدریس رشته‌های مختلف علمی در سال چهارم دانشکده پزشکی و دندان پزشکی و داروسازی آموزشگاه پرستاری مشغول بود. اداره امور کتابخانه و انتشارات فنی دانشکده پزشکی تهران و مدیر مسئول مجله ماهانه را نیز بر عهده داشت و امور فنی و اداری دانشکده پزشکی و دارو سازی و دندانپزشکی را اداره می‌کرد. از سال ششم دارالفنون بر حسب قریحه و ذوق فطری در ایام فراغت به تحصیل ادبیات و تاریخ و فلسفه پرداخت و در نزد استادان فن متون و حواشی کتابهای قدیمه را خواند. سپس در انجمن ادبی ایران عضویت یافت و بعد به پیشنهاد وزارت فرهنگ و تصویب هیئت وزیران به عضویت پیوسته فرهنگستان ایران انتخاب شد.

## زندگی سیاسی
او در ابتدای کار سازمان شاهنشاهی خدمات اجتماعی، به عنوان معاون مدیرعامل مشغول به کار شد و در تعدادی از روستاهای کشور درمانگاه‌هایی تأسیس کرد. در دوره شانزدهم به عنوان نماینده مردم ساری در مجلس شورای ملی انتخاب شد و به عضویت کمسیون مخصوص نفت درآمد. همین کمسیون بود که در سال ۱۳۲۹ پیشنهاد ملی شدن صنعت نفت را به مجلس تقدیم کرد. هنگامی که منوچهر اقبال حزب ملیون را تشکیل داد، کاسمی معاون دبیرکل حزب شد.
از سال ۱۳۵۲ تا ۱۳۵۸ دبیرکل بنیاد نیکوکاری نوریانی و سرپرست مجله گوهر و انجمن ادبی گوهر بود. در سال‌های آخر زندگی منزل او محفل شاعران و نویسندگان بود تا سرانجام به سال ۱۳۷۴ در تهران بدرود حیات گفت

## آثار
- چهار صد سال بعد از فردوسی (این کتاب با مقدمه سید حسن امین در سال ۱۳۸۸ تجدید چاپ شد)
- سه نامه (۱۹۵۹) حاوی سه مطلب ادبی و فلسفی
- مهر مادر (۱۹۴۵) به نثر و نظم
- فره ایزدی ضمیمه نهضت‌های ملی ایران (۱۹۷۵)
- علی مظهر عجایب (۱۹۷۸)
- دائرةالمعارف پزشکی ایران
- نور خدا در غار حرا (۱۹۷۰)
- وعده پنهان
- شاعر اگر عاشق شود
- مپرس
- گل (۱۹۵۴)
- مجموعه مقالات نصرت‌الله کاسمی (با مقدمه سید حسن امین)
- اشعار مذهبی نصرت‌الله کاسمی (با مقدمه سید حسن امین)

## ترجمه‌ها
- راه خوشبختی - نوشته ویکتور پوشه
- کتاب آنچه یک پسر جوان بداند
- آنچه هر زن و شوهری باید بداند
- آنچه هر مرد زندار باید بداند
- آنچه باید هر دختر جوان بداند